# (174) Федра
(174) Федра (др.-греч. Φαίδρα) — относительно небольшой астероид главного пояса неправильной формы. Он был открыт 2 сентября 1877 года американским астрономом Дж. Уотсоном в Анн-Арборе, США, и назван в честь Федры, жены Тесея, которая, согласно древнегреческой мифологии, влюбилась в своего пасынка.

Орбита астероида Федра и его положение в Солнечной системе
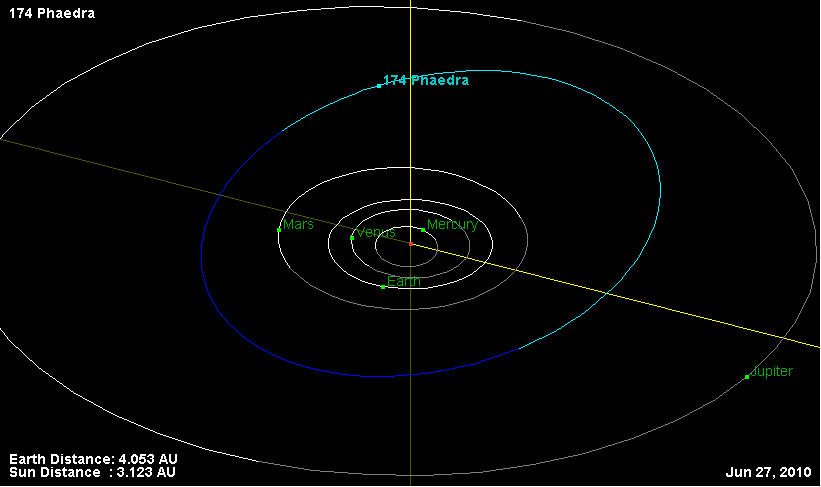
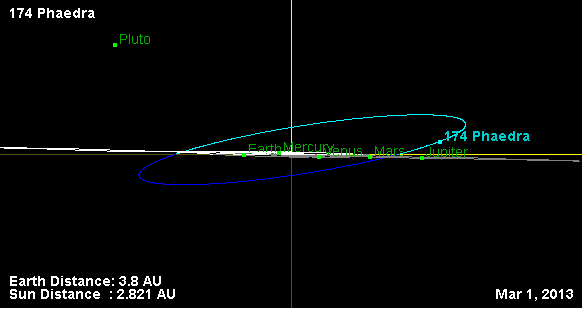